# 紫新木姜子
紫新木姜子（学名：Neolitsea purpurascens），为樟科新木姜子属下的一个种。其种加词“purpurascens”意为“有点紫色的”。